# Lars Hagström (löpare)
Lars Roland Hagström, född 14 april 1955 i Sandviken, är en svensk löpare.
Lars Hagström är uppvuxen i Sandviken och son till Inga Hagström. Han har under åren samlat på sig flertalet medaljer inom stora tävlingar, bland annat DM och SM. Han är fortfarande aktiv i Spårvägens FK.